# Olivaichthys
Olivaichthys – rodzaj słodkowodnych ryb sumokształtnych z rodziny Diplomystidae, wyodrębniony w 1987 z rodzaju Diplomystes. 

## Zasięg występowania
Południowa część Ameryki Południowej: Argentyna; Olivaichthys viedmensis występuje również w Chile.

## Klasyfikacja
Liczba gatunków zaliczanych do tego rodzaju jest zależna od autora. Jedni zaliczają tu 3 gatunki:
- Olivaichthys cuyanus (Diplomystes cuyanus)
- Olivaichthys mesembrinus (Diplomystes mesembrinus)
- Olivaichthys viedmensis

a inni tylko gatunek typowy Diplomystes viedmensis (=O. viedmensis), pozostałe 2 klasyfikując nadal w Diplomystes.